# 374
374（三百七十四、さんびゃくななじゅうよん）は自然数、また整数において、373の次で375の前の数である。

## 性質
- 374は合成数であり、約数は 1, 2, 11, 17, 22, 34, 187, 374 である。
  - 約数の和は648。
  - 約数の個数が3連続で同じになる12番目の数である。1つ前は301、次は393。
- 41番目の楔数である。1つ前は370、次は385。
- 374 = 12 + 72 + 182 = 22 + 32 + 192 = 22 + 92 + 172 = 32 + 132 + 142 = 62 + 72 + 172 = 72 + 102 + 152
  - 異なる3つの平方数の和6通りで表せる3番目の数である。1つ前は329、次は426。(オンライン整数列大辞典の数列 A025344)
  - 3つの平方数の和8通りで表せる最小の数である。次は446。(オンライン整数列大辞典の数列 A025328)
  - 3つの平方数の和 n 通りで表せる最小の数である。1つ前の7通りは341、次の9通りは614。(オンライン整数列大辞典の数列 A025414)
- 約数の和が374になる数は1個ある。(373) 約数の和1個で表せる77番目の数である。1つ前は368、次は380。
- 各位の和が14になる24番目の数である。1つ前は365、次は383。
- 各位の積が各位の和の6倍になる4番目の数である。1つ前は347、次は437。(オンライン整数列大辞典の数列 A062037)
- 3桁以上の数で最大桁と最小桁で作る数で元の数を割り切れる44番目の数である。1つ前は363、次は385。(オンライン整数列大辞典の数列 A108343)
例．374 ÷ 34 = 11
  - 37…74 の形の数はすべて34の倍数である。(例．37…74 = 11…11 × 34)

## その他 374 に関連すること
- 374は、E96系列の標準数。
- 国際電話番号の374は、アルメニア。
- タッカー(USS Tucker, DD-374)は、アメリカ海軍の駆逐艦。
- ロイド・トーマス(USS Lloyd Thomas, DE-374)は、アメリカ海軍の護衛駆逐艦。（未建造）
- ロガーヘッド (USS Loggerhead, SS-374) は、アメリカ海軍の潜水艦。